# Jan Hieronimowicz Chodkiewicz
Jan Hieronimowicz Chodkiewicz (Litouws: Jonas Chodkevičius) (1537 - Vilnius, 4 augustus 1579) was een Pools-Litouwse edelman en hij diende als starost en als grootmaarschalk van Litouwen.

## Biografie
Jan Hieronimowicz Chodkiewicz werd geboren in een toonaangevende adellijke familie uit Polen-Litouwen en verkreeg een calvinistische opvoeding. Hij studeerde achtereenvolgens aan de universiteiten van Koningsbergen, Leipzig en Wittenberg en hij werkte tussen 1552 en 1555 in dienst van keizer Karel V. Vervolgens kwam hij in dienst van het groothertogdom Litouwen en in 1558 werd hij benoemd tot hetman van Lijfland om de regio te beschermen tegen de aanvallen van Ivan IV van Rusland. Met behulp van grootkanselier Michael Radziwiłł wist hij Lijfland als onderdeel toe te voegen aan Litouwen. In 1566 werd hij benoemd tot grootmaarschalk van Litouwen.
Bij de vergadering van de sejm waar de toekomstige unie met Polen werd besproken was Chodkiewicz samen met Ostafi Wołłowicz en Mikołaj "de Rode" Radziwiłł de leider van de Litouwse delegatie. De Litouwers vertraagden de boel en toen koning Sigismund II van Polen hen om opheldering vroeg vluchtten Chodkiewicz en de anderen uit Lublin. Op 17 juni 1569 keerde hij terug bij de koning en smeekte hij de koning om de Litouwers uit te leveren aan de Poolse Kroon. Vervolgens kwamen ze tot een gelijk waarbij Litouwen en Polen als gelijke staten samengevoegd werden in de Unie van Lublin.
In 1570 bekeerde Chodkiewicz zich tot het katholicisme en werd een weldoener voor de Jezuïeten in Litouwen. Hij overleed in 1579 en werd begraven in de Kathedraal van Vilnius.

## Huwelijk en kinderen
In 1559 huwde Jan Hieronimowicz Chodkiewicz met Krystyna Zborowska, de dochter van Marcin Zborowski. Zij kregen samen zeven kinderen:
- Aleksander (1560-1626), woiwode van Troki
- Jan Karol (1561-1621), groothetman van Litouwen
- Hieronim (gestorven: 1576)
- Zofia (gestorven: 1576), gehuwd met Krzysztof Drohostajski
- Anna (gestorven: 1626), gehuwd met Joachim Korecki
- Aleksandara, gehuwd met Adam Wiśniowiecki
- Elżbieta, gehuwd met Jan Żyliński